# إسلام أباد (ميانة)
إسلام أباد هي قرية في مقاطعة ميانة، إيران. عدد سكان هذه القرية هو 1,842 في سنة 2006.